# Liste der Monuments historiques in Choisy-le-Roi
Die Liste der Monuments historiques in Choisy-le-Roi führt die Monuments historiques in der französischen Stadt Choisy-le-Roi auf.

## Liste der Bauwerke
| Bezeichnung                    | Beschreibung | Standort                                              | Kennzeichnung | Schutzstatus | Datum | Bild           |
| ------------------------------ | ------------ | ----------------------------------------------------- | ------------- | ------------ | ----- | -------------- |
| Bäckerei Renult                |              | 9, rue Louise-Michel (Lage)                           | PA94000019    | Inscrit      | 2005  |                |
| Kathedrale St-Louis-St-Nicolas |              | Rue de l’Église (Lage)                                | PA00079867    | Classé       | 1975  | weitere Bilder |
| Ehemalige Cokerie Paris-Sud    |              | Rue du Capitaine-Alfred-Dreyfus (Lage)                | PA94000023    | Inscrit      | 2011  |                |
| Schloss Choisy                 |              | Allée de Bourgogne (Lage)                             | PA00079868    | Inscrit      | 1927  | weitere Bilder |
| Haus                           |              | 6, place de l’Église-Saint-Louis-Saint-Nicolas (Lage) | PA00079869    | Classé       | 1978  | weitere Bilder |
| Maison des Pages               |              | 8, avenue de Paris 13, boulevard des Alliés (Lage)    | PA00079871    | Inscrit      | 1933  | weitere Bilder |

## Liste der Objekte
- Monuments historiques (Objekte) in Choisy-le-Roi in der Base Palissy des französischen Kultusministeriums